# Фрідріх III (імператор Священної Римської імперії)
Фрідріх III Мирний (нім. Friedrich III.; 21 вересня 1415 — 19 серпня 1493) — король Німеччини (римський король) з 2 лютого 1440 по 16 березня 1452 року (під ім'ям Фрідріха IV), імператор Священної Римської імперії з 16 березня 1452 року, ерцгерцог Австрійський з 23 листопада 1457 року (під ім'ям Фрідріха V), герцог Штирії, Каринтії та Крайни з 1424 року, король Угорщини (номінально), титулярний король Далмації, Хорватії, король Галичини та Володимирії з 17 лютого 1458 по 17 липня 1463 року (коронація 4 березня 1459 року).
Представник Леопольдинської лінії династії Габсбургів, останній імператор, коронований в Римі, об'єднав австрійські землі.

## Ранні роки
Фрідріх був старшим сином Ернста Залізного, герцога Внутрішньої Австрії, і Цимбурги Мазовецької, дочки Земовита IV, князя Плоцького та Белзького. У віці дев'яти років, після смерті батька, Фрідріх успадкував престоли Штирійського, Каринтійського та Крайнського герцогств. У 1440 році Фрідріх як глава роду Габсбургів був обраний німецькими курфюрстами королем Німеччини. Тоді ж він встановив свою опіку над малолітнім Владиславом Посмертним, герцогом Австрії, а після смерті останнього у 1457 році долучив до своїх володінь Австрію, об'єднавши таким чином більшу частину габсбурзьких земель (окрім Тіролю).

## Правління в Німеччині й стосунки з папою
Фрідріх III вважається останнім імператором Середньовіччя. Загальна криза органів управління імперією, неефективність імперської влади й практично повна незалежність німецьких князів, що поступово зростали упродовж останнього століття найбільш повно проявились за правління Фрідріха III. Йому не вдавалось ані зібрати будь-яких значних коштів у Німеччині для провадження власної політики, ані домогтись посилення влади імператора. З іншого боку, Фрідріх III не вживав жодних спроб реформ імперських інституцій, зберігаючи застарілу в нову епоху Відродження і створення національних держав, систему взаємовідносин імператора з князями й імперськими містами. Проти Фрідріха III неодноразово виступали найбільші держави Німеччини, однак до скинення імператора з престолу справа не дійшла, можливо, через незацікавленість курфюрстів у перетвореннях.
Вкрай слабку участь проявляв Фрідріх III у церковних справах. Під час боротьби папи римського з Базельським собором втручання короля до цього протистояння було мінімальним, що разюче контрастувало з активністю його попередника імператора Сигізмунда. У 1446 році Фрідріх уклав зі Священним престолом Віденський конкордат, що врегульовував відносини австрійських монархів і папи римського й був чинним до 1806 року. За угодою з папою Фрідріх отримав право розподілу 100 церковних бенефіцій та призначення 6 єпископів.
У 1452 році Фрідріх III здійснив подорож до Італії й був коронований в Римі папою Миколаєм V. Це була остання коронація германських імператорів в Римі, що означало відмову від претензій на Італію. Саме з цього часу імперія отримує свою нову офіційну назву — «Священна Римська імперія німецької нації».

## Правління в Австрії
У той самий час, усвідомлюючи ефемерність імперського титулу, Фрідріх III домагався посилення самостійності Австрії. У 1453 році він затвердив «Privilegium Maius» Рудольфа IV, підтвердивши таким чином особливе становище Австрії в імперії та право австрійських монархів на титул ерцгерцога. В результаті Австрія фактично була виділена з імперії, поставлена поряд з нею. Про це свідчив й титул, що його використовував Фрідріх, в якому австрійські володіння перелічувались прискіпливо й окремо від титулу імператора.
До 1457 року власне герцогом Австрії був малолітній внучатий племінник Фрідріха III Владислав Посмертний, однак імператор фактично тримав Владислава у полоні, узурпувавши на правах опікуна всі регальні повноваження останнього. Неефективна політика Фрідріха викликала опозицію до його влади серед австрійського дворянства на чолі з Ульріхом Айтвіперою, посилену неврожайними роками. Австрійські магнати зблизились з національною партією Угорщини, що виступала за повернення Ладіслава до Угорського королівства. 1452 року, під час перебування Фрідріха III в Римі, у Відні спалахнуло повстання. Під тиском опозиції імператор звільнив Владислава, визнав його королем Богемії й Угорщини й передав йому функції управління Австрією. По смерті Владислава у 1457 році згасла Альбертинська лінія династії Габсбургів і Фрідріх III долучив до своїх володінь герцогство Австрія.
У той же час 1457 року посилилось протистояння Фрідріха з молодшим братом Альбрехтом VI, що претендував на частину спадщини Габсбургів. У 1458 році Фрідріх був змушений поступитись своєму брату Верхньою Австрією. Невдовзі почались важкі війни з угорцями, яким імператор не міг чинити дієвого опору. Австрійські землі були розорені й спустошені. Спроба карбування незабезпечених грошей Фрідріхом III провалилась, збільшились хвилювання селян. У 1461 році імператор був обложений в своєму палаці в Гофбургу військами свого брата ерцгерцога Австрії Альберхта VI та повсталими віденськими громадянами. Фрідріх дав обітницю: якщо він врятується, то здійснить паломництво до Риму, заснує єпархію і встановить лицарський орден на честь Святого Георгія. Врешті, облога палацу була знята, а Альберт помер у наступному році.
Лише після смерті Альбрехта VI у 1463 році Фрідріх став єдиним правителем Австрії.
У листопаді 1468 Фрідріх перебував у Римі, де 1 січня 1469 р. Папою Римським Павлом ІІ було засновано релігійний лицарський Орден Святого Георгія.
Постійні конфлікти зі станами, родичами й набіги угорців змусили імператора постійно переїжджати з міста до міста, уникаючи австрійської столиці. Його двір розташовувався то в Граці, то в Лінці, то у Вінер-Нойштадті (в останньому місті він збудував замок і монастир). Врегулювання відносин з Папою дозволило Фрідріху III домогтись у 1469 році згоди Риму на започаткування єпископств у Відні та Вінер-Нойштадті, чого без успіху прагнули його попередники на австрійському престолі. Тим не менше, як і в Німеччині, в Австрії Фрідріх III уникав рішучих перетворень й не намагався проводити будь-яких значних вдосконалень державного апарату.

## Зовнішня політика

### Стосунки з Чехією та Угорщиною

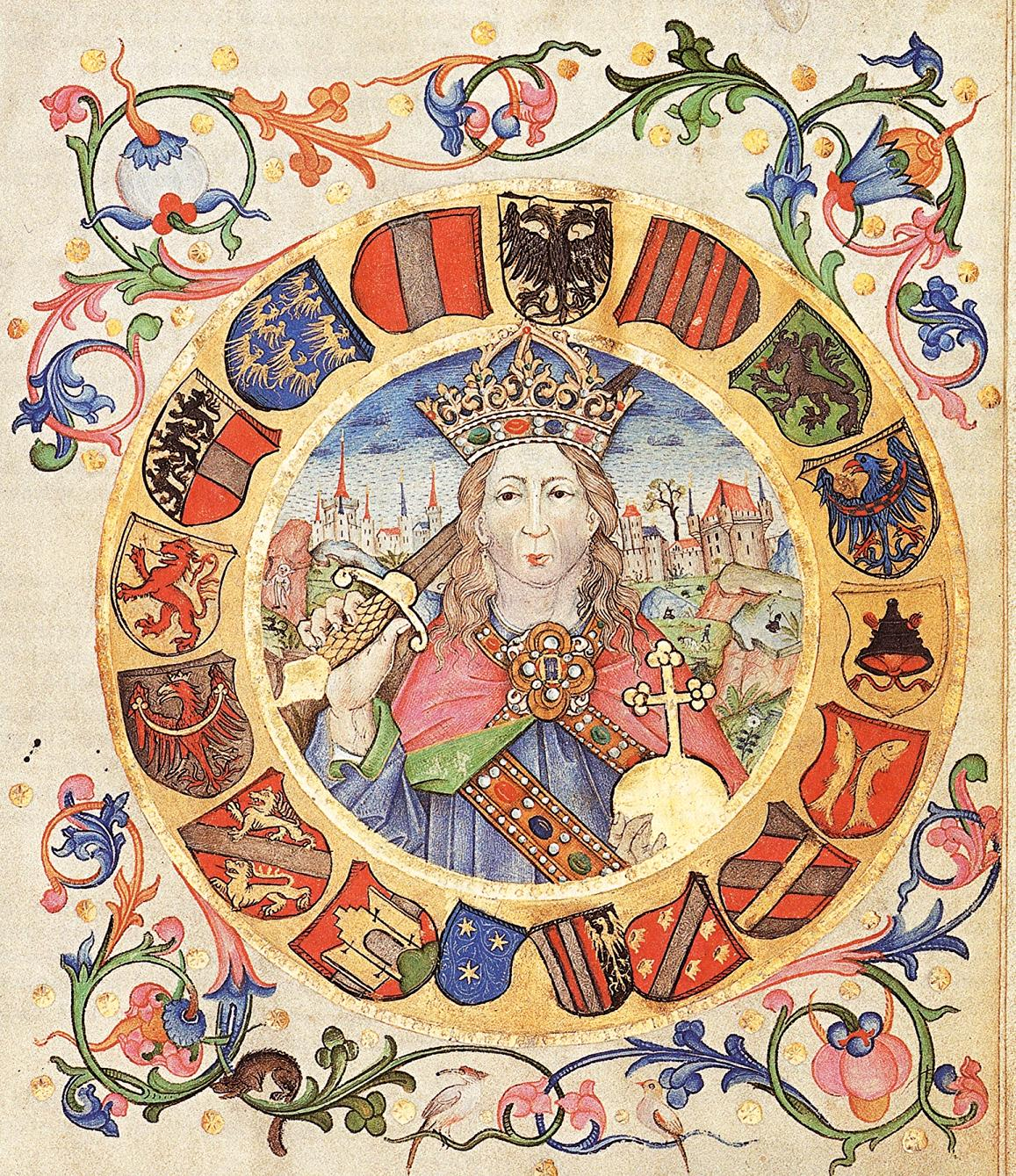
Мініатюра Грейнера Марктбаха (1490)

У період малолітства Владислава Посмертного, що мав права на угорський і чеський престоли, Фрідріх III намагався встановити свою владу над цими державами. Однак йому не вдалось створити сильну прогабсбурзьку партію. В обох королівствах почались громадянські війни, що привели до влади представників національного середнього дворянства — Їржи з Подєбрад в Чехії та Яноша Гуняді в Угорщині. Угорське вторгнення, разом з повстанням австрійських станів у 1452 році змусило Фрідріха звільнити Владислава й повернути королівські регалії. Важелі впливу на ці країни було втрачені. Більше того, імператор відмовився надати допомогу угорцям у боротьбі з турками. Після смерті Владислава у 1457 році утримати Чехію й Угорщину в орбіті Габсбурзької монархії також не вдалось. Королем Чехії став Їржи з Подебрад, якого після невдалої для Австрії війни був змушений визнати 1459 року Фрідріх. Йому довелось продати корону Святого Іштвана Матяшу Гуняді за 80 000 золотих форинтів, хоч він лишався номінальним королем Угорщини до 17 липня 1463 року. На престол Угорщини сів Матяш Гуняді, який невдовзі розгорнув повномасштабні воєнні дії проти імператора.
У 1460-х роках почались постійні напади угорців на австрійські землі, яким Фрідріх III, що відчував хронічну нестачу коштів, не міг чинити дієвого опору. Австрія була розорена, а 1485 року армія Матяша Гуняді захопила Відень і Вінер-Нойштадт. Угорські війська окупували Нижню й частину Верхньої Австрії, а також східні регіони Штирії, Каринтії та Крайни.
Лише смерть Матяша у 1490 році дозволила звільнити австрійські землі, що й було здійснено сином Фрідріха Максиміліаном. Він також домігся укладення Пожонської угоди, що передбачала право Габсбургів на спадкування Угорського престолу після припинення династії Ягеллонів. Успіхи на угорському напрямку наприкінці правління Фрідріха III були досягнуті лише завдяки енергійним діям його сина, в той час сам імператор наприкінці життя практично усунувся від політики.

### Стосунки зі Швейцарією
Політика Фрідріха III стосовно Швейцарської конфедерації також виявилась неефективною. Спроби використання Франції для повернення швейцарських земель під владу Габсбургів провалились: у 1444 році Карл VII Звитяжний був розбитий під Сен-Готтардом. В результаті Тургау, старовинне володіння габсбурзького роду, увійшло до складу Швейцарії. Втручання імператора до громадянської війни 1468 року між швейцарськими кантонами також завершилось провалом. В той самий час посилення Бургундії на західних рубежах австрійських земель й загроза втрати Ельзасу змусили Фрідріха III піти у 1470-их роках на зближення зі швейцарцями. У 1474 році було укладено австрійсько-швейцарський оборонний союз проти бургундського герцога Карла Сміливого. Під час підписання угоди Габсбурги відмовились від претензій на Швейцарію «остаточно й назавжди». Війна з Бургундією завершилась вдало для швейцарців: у 1477 році Карл Сміливий загинув у битві під Нансі.

### Бургундська спадщина
Смерть Карла Сміливого відкрила питання про бургундську спадщину. Величезні володіння герцогів Бургундії, що включали Франш-Конте, Ретель, Фландрію, Брабант, Геннегау, Намюр, Голландію, Зеландію й Люксембург, успадкувала єдина дочка Карла Марія Бургундська, що незабаром стала дружиною сина Фрідріха — Максиміліана. Входження таких широких і багатих земель до складу габсбурзької монархії негайно висунуло династію на перші позиції у європейській політиці й послугувало приводом для народження знаменитого девізу дому Габсбургів: «Нехай інші ведуть війни, ти, щаслива Австріє, одружуйся!».
Тим не менше претензії на Бургундську спадщину висунув і французький король. У 1479 році до володінь Габсбургів вдерлися французькі війська Людовика XI Розсудливого, які, однак, вдалось розбити у битві під Гонгате. У 1482 році було укладено Араську угоду, відповідно до якої Франція отримувала власне Бургундське герцогство й Пікардію, а Габсбурги зберігали за собою всю решту земель бургундської корони. У 1486 році конфлікт з Францією відновився в рамках Війни за бретонську спадщину. Цього разу події розвивались несприятливо для Австрії: у Нідерландах спалахнуло повстання, а Максиміліана було взято у полон в Брюгге. За звільнення сина Фрідріх III був змушений погодитись на започаткування в Нідерландах Адміралтейства у 1489 році, що поклало початок військово-морському флоту Нідерландів.

### Початок австро-турецьких війн
У 1469 році османські війська вперше вдерлися в межі Австрійської монархії. З цього часу почались регулярні грабіжницькі набіги Османської імперії на землі Штирії, Каринтії та Крайни. 1492 року в битві під Філлахом австрійські війська під командуванням Максиміліана розбили османів, однак це не ліквідувало османську загрозу.

## Загальні результати правління
У царювання Фрідріха III вперше почала використовуватись абревіатура AEIOU (від лат. Austriae est imperare orbi universo) — «Австрія має правити світом». Ці претензії різко контрастували з в цілому провальним правлінням імператора, що не зумів здійснити будь-яких серйозних перетворень у своїх володіннях, ані укріпити державний апарат. Були втрачені Чехія й Угорщина, облишено імперські права на Італію. Австрія була розорена численними внутрішніми конфліктами й війнами з угорцями і турками. Фінансова система країни переживала тривалу кризу. Однак саме Фрідріху III, який організував шлюб свого сина зі спадкоємицею Бургундії, вдалось закласти основу майбутній багатонаціональній імперії Габсбургів, що розкине свої володіння на значну частину Європи.

## Родина

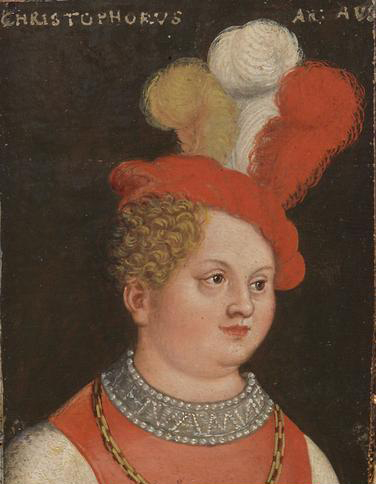
Кристоф (1455—1456)

Дружина — Леонора Португальська (1436—1476), дочка Дуарте, короля Португалії.
Діти:
- Кристоф (16 листопада 1455 — 21 березня 1456);
- Максиміліан (22 березня 1459 — 12 січня 1519) — імператор Священної Римської імперії, ерцгерцог Австрії;
- Олена (3 листопада 1460 — 28 лютого 1461);
- Кунігунда (16 березня 1465 — 6 серпня 1520) — одружена з Альбрехтом IV, герцогом Баварії.
- Іоанн (9 серпня 1466 — 10 лютого 1467).

## Сучасні знахідки
Австрійські археологи в соборі Стефана у Відні за допомогою мініатюрних камер виявили корону і золоті монети в недоторканій гробниці правителя Священної римської імперії Фрідріха III.